# 1,2-dibromoetano
El 1,2-dibromoetano o EDB es un plaguicida prohibido en todas sus formulaciones y usos por ser dañino para la salud humana y el medio ambiente.Solo puede ser utilizado para la investigación o propósitos de laboratorio en cantidades menores a 10 kg.

## Estudios toxicológicos
En el Circular CFP XXII emitido por la secretaría para el convenio de Róterdam se expone la resolución obtenida a partir de estudios sobre la toxicidad del compuesto:

Está prohibido usar y comercializar el EDB por sus implicaciones para la salud. Ha sido asociado a efectos reproductivos, carcinogénicos y genotóxicos, además de toxicidad muy aguda como reportado por IARC.

También ha sido expuesto en el mismo informe un estudio sobre su impacto ambiental:

El EDB es persistente en las aguas del terreno. El uso como fumigador del terreno ha dado lugar a una persistente contaminación de las faldas acuíferas.